# Космические малыши
«Косми́ческие малыши́» (англ. Space Babies) — первый эпизод 14-го сезона британского научно-фантастического телесериала «Доктор Кто». Автор сценария — шоураннер сериала Расселл Ти Дейвис, режиссёр эпизода — Джули Энн Робинсон. Премьера эпизода состоялась одновременно с релизом второго эпизода, «Дьявольский аккорд», 11 мая 2024 года на стриминговых сервисах BBC iPlayer и Disney+.

## Сюжет
Доктор отвозит Руби на космическую станцию. Увидев на нижней палубе монстра, на верхней они встречают экипаж из говорящих малышей, которые принимают путешественников за своих родителей. Малыши объясняют, что находились на борту шесть лет под опекой NAN-E, которой оказалась Джослин, оставшаяся там после того, как первоначальный экипаж покинул станцию. Доктор и Руби выясняют, что монстр был выращен за эти годы из носовой слизи младенцев. Джослин пытается выбросить существо через шлюз в космос, но Доктор спасает его. Джослин, малыши и монстр отправляются в сторону своего нового дома, а Доктор официально приглашает Руби путешествовать с ним, но предупреждает о невозможности отвезти её к моменту рождения Руби. Вместо этого она просит отправиться к Карле и Черри, тем временем как Доктор сканирует ДНК своей спутницы.

## Производство
Актёр Ленни Раш был первоначально выбран в качестве голоса Эрика, но производственная команда решила заменить его, чтобы предоставить Рашу роль научного советника ЮНИТ Морриса Гиббонса в финале сезона. Вместо него персонажа озвучил Сэми Эмбер.
Актёры Шути Гатва и Милли Гибсон, играющие Доктора и Руби Сандей, дали характеристику этому эпизоду как «для фанатов». Эпизод написан как вступление для новых фанатов.
В эпизоде принимали участие 12 настоящих младенцев, которых местами заменяли куклы из-за ограничений актёрского профсоюза и британского законодательства. Для движения губ была применена компьютерная анимация.

## Релиз и критика
| Агрегированные оценки            | Агрегированные оценки |
| Источник                         | Рейтинг               |
| -------------------------------- | --------------------- |
| Rotten Tomatoes (Tomatometer)    | 93 %                  |
| Rotten Tomatoes (средняя оценка) | 7,2/10                |
| Оценки критиков                  |                       |
| Источник                         | Рейтинг               |
| Empire                           | [ a ] [ 8 ]           |
| Evening Standard                 | [ a ] [ 9 ]           |
| i                                | [ 10 ]                |
| IGN                              | 9/10                  |
| Radio Times                      | [ 12 ]                |
| The Guardian                     | [ a ] [ 13 ]          |
| The Independent                  | [ a ] [ 14 ]          |
| The Telegraph                    | [ a ] [ 15 ]          |
| The Times                        | [ 16 ]                |
| Total Film                       | [ a ] [ 17 ]          |
| Vulture                          | [ 4 ]                 |

### Релиз
Премьера эпизода «Космические малыши» и следующего эпизода «Дьявольский аккорд» состоялась одновременно на стриминговых сервисах BBC iPlayer и Disney+ в полночь по британскому времени 11 мая 2024 года. На канале BBC One эпизод был показан вечером 11 мая, после чего сразу была трансляция следующего эпизода.
Эксклюзивный предварительный показ двух эпизодов для критиков прошёл 6 мая. Данный эпизод стал первым регулярным эпизодом сериала, не являющимся спецвыпуском, с показа финального эпизода 13-го сезона «Сокрушители» в 2021 году.

### Рейтинги
Рейтинг за вечер показал, что трансляцию эпизода на канале BBC One посмотрело 2,6 млн зрителей. Луиз Гриффин из «Radio Times» списала низкие рейтинги на тот факт, что релиз на стриминговом сервисе BBC iPlayer состоялся на 20 часов раньше. Полный рейтинг за неделю, включающий в том числе просмотры на BBC iPlayer, составил 4,01 млн просмотров, что поставило эпизод на 10-е место среди всех выпусков недели на британском телевидении и 4-е место среди выпусков недели на BBC One, а вместе с эпизодом «Дьявольский аккорд» занял 8-е место среди уникальных программ на британском телевидении.

### Критика
Согласно агрегатору рецензий Rotten Tomatoes, 93 % из 15 критиков дали эпизоду положительный отзыв со средней оценкой 7,2 из 10. Консенсус на сайте гласит: «Начав с жизнерадостной и эксцентричной ноты, премьерный эпизод „Космические малыши“ представляет собой межгалактический комок радости». На сайте Metacritic премьера сезона из двух эпизодов получила рейтинг 72 из 100, означая «в основном положительные отзывы».
Джек Сил из «The Guardian» назвал эпизод «хрестоматийным примером среднего эпизода „Доктора Кто“, забавным, но легко забываемым и, в конечном счёте, не имеющим смысла». Эд Пауэр из «The Independent» сказал, что у эпизода была «многообещающая идея, которая так и никогда полностью не воплотилась в жизнь на экране». Стефан Мохамед в отзыве для «Den of Geek» раскритиковал компьютерную графику.
Буи Тран-Хоай из «Inverse» назвал эпизод «смешанной картиной», описав его как «возмутительно глупое научно-фантастическое приключение с участием говорящих младенцев и ужасающего существа на заброшенной космической станции», которое «тратит большую часть времени на то, чтобы выяснить, кто такой Доктор и чем он занимается, оставив давних фанатов без дела в ожидании хорошего».

## Новеллизация
Новеллизация эпизода написана Элисон Рамфитт и стала доступна для предзаказа в мае 2024 года. Официально выпущена в бумажном формате 8 августа. В тот же день она была выпущена и в формате аудиокниги.